# Hemicordylus
Hemicordylus – rodzaj jaszczurek z podrodziny Cordylinae w obrębie rodziny szyszkowcowatych (Cordylidae).

## Zasięg występowania
Rodzaj obejmuje gatunki występujące endemicznie w Południowej Afryce (Prowincje Przylądkowe – Wschodnia, Północna i Zachodnia). 

## Systematyka
Rodzaj zdefiniował w 1838 roku szkocki przyrodnik Andrew Smith w artykule poświęconym zagadnieniom zoologicznym południowej Afryki opublikowanym w czasopiśmie The Magazine of natural history. Gatunkiem typowym jest (oznaczenie monotypowe) Hemicordylus capensis.

### Etymologia
Hemicordylus: gr. ἡμι- hēmi- ‘pół-, mały’, od ἡμισυς hēmisus ‘połowa’; rodzaj Cordylus Laurenti, 1768.

### Podział systematyczny
Takson wskrzeszony z Cordylus. Do rodzaju należą następujące gatunki: 
- Hemicordylus capensis Smith, 1838
- Hemicordylus nebulosus Mouton & Van Wyk, 1995